# 力捷
飛輪(Ratchet)又称老救，是變形金剛系列中的一名角色，在不同作品中多次出現過。通常特徵是白色為主體的身軀、並形成救護車或是類似功能的車輛。

## 電視動畫

### G1動畫
在G1動畫中，飛輪變形成一輛救護車、擔任著拯救同伴的任務，每逢遇到博派隊員發生危險需要搶救，力捷總是立刻出現，將傷者送回基地治療。不太擅長前線作戰，但擅長維修，如果輪傑(Wheeljack)因研究闖禍、或者基地電腦失靈，都是靠著力捷的維修才得以修復。在1986年的《變形金剛大電影》(Transformers：The Moüie)中死於狂派對博派太空船的突襲。
- 由於初期人物的形象都是先有玩具、才有人物設計，所以不少人物的動畫形象與玩具差別很大。如鐵皮(Ironhide)和飛輪，當年不知道多少孩子對這兩位的玩具形象大失所望。其實鐵皮和救護車的原形是戴亞克隆(Diaclone)系列中的戰鬥裝甲與移動修理台/炮台，根本沒有頭部的設計，駕駛員就是站在擋風玻璃後面操縱戰鬥裝甲的。

### 變形金剛進化版(Transformers：Animated)
在2007年~2009年的《變形金剛：進化版》中，飛輪的造型類似2007年真人電影和G1動畫的混和，以紅色和白色為主，頭上的有類似G1造型的角，但因為戰爭而有所缺損，也因為戰爭時雅希(Arcee)的事情而為他留下了難以抹滅的心理創傷。然而在最後一集對雅希再次使用電磁脈衝後，讓她恢復記憶。柯博文(Optimus Prime)小隊的醫護官，年長、個性暴躁，有操控磁場的能力，與大黃蜂(Bumblebee)的螫針一起攻擊能製造出一陣電磁脈衝暫時癱瘓金屬型敵人。由柯瑞‧巴頓(Corey Burton)聲演，柯瑞同時也是密卡登(Megatron)、震盪波(Shockwaüe)的配音員。和大力金剛(Omega Supreme)關係匪淺，代替失憶的雅希成為大力金剛的「導師」。

### 變形金剛：領袖之證(Transformers Prime)
在2010年~2013年播出的《變形金剛：領袖之證》中，飛輪的形象接近《變形金剛：進化版》和真人電影的混和、整體上更接近《變形金剛：進化版》，載具型態為救護車，大戰時期為賽博坦卡車，不過他在劇中不常變形，武器是由雙拳伸出的手術刀，因為負責管理基地的一切，所以並沒有大戰時期的遠距離武裝。博派的醫官兼副指揮官，負責打理基地─奧米加一號(Omega One)的一切。跟柯博文是多年的好友，在柯博文成為至尊之前兩人的關係已甚友好。人類搭檔為珍·達比(June Darby)與拉菲(Rapheal)。死敵為狂派的軍醫、擊破(Knock out)。個性嚴謹精明，遇到有興趣的事會一直的研究起來；然而一發脾氣則非常恐怖。對於賽博坦有強烈的敬愛，第二季完結時對於柯博文摧毀終極之鑰鎖時非常震怒，還一度自暴自棄。由於是劇中唯一一人懂得製作合成能量晶體的角色，所以在第63話被故意被俘虜的音波(Soundwaüe)帶回報應號，在密卡登的威迫利誘下不得不協助狂派製作合成能量晶體。在最終戰雖然沒直接參戰，但他對戰局的影響相當大，並見證了密卡登的死亡，最後獨自留在地球。由傑佛瑞‧康布斯(Jeffrey Combs)聲演。

### 變形金剛：領袖的挑戰(Transformer：Robot In Disguise)
在變形金剛：領袖之證的續作、於2015年~2020年播出的《變形金剛：領袖的挑戰》裡，雖然不作為主要角色，但還是以客串的方式短暫出現過。

### 變形金剛：賽博坦大戰三部曲(Transformers：War For Cybertron Trilogy)
在由Netflex製作的賽博坦大戰三部曲中，造型非常還原G1時的造型，僅在第三季出現，變形為賽博坦貨車，由拉菲爾‧戈斯坦(Rafeal Goldstein)聲演，和音板(Soundblaster)為同一名配音員。

### 變形金剛：賽博坦傳奇(Transformers Cyberüerse)
在2018年~2021年的賽博坦傳奇電視動畫中，飛輪是博派方的常駐角色之一，造型接近G1動畫，由陶德‧普馬特(Todd Perlmutter)聲演。

## 真人電影系列

### 變形金剛(Transformers)
在2007年的變形金剛電影中隨著柯博文等同伴一起來到地球，造型和G1動畫中相差甚異、全身主體配色是黃綠色，且除了仍是醫護官外，並沒有特別突出的表現。載具型態為悍馬 H2淡綠色塗裝救援車。由羅伯特‧福斯渥茲(Robert Foxworth)聲演。

### 變形金剛：復仇之戰(Transformers：Revenge Of The Fallen)
在2009的電影中，飛輪和其他博派同伴一樣，身為變形金剛和人類合作部隊─墓風部隊(N.E.S.T)的其中一員，參與了最後在埃及的戰役。但是全劇幾乎沒有台詞或比較令人印象深刻的表現。

### 變形金剛3(Transformers：Dark on the Moon)
在2011年的電影中和前集狀況類似，表現機會極少。

### 變形金剛4：絕跡重生(Transformers：Age of Extinction)
在2016年電影中，顯示在第三集的芝加哥大戰結束後，人類與博派金剛解除盟友合作關係，了解並且掌握變形金剛秘密而開始獵殺跟研究他們，飛輪收到柯博文的警告訊息躲藏在一艘遊輪的煙囪中，不料遭到人類組織攻擊，因為寧死也不肯說出柯博文的下落，最後被禁閉(LockDown，又譯地獄獵人)抽出火種殺害、成為犧牲品之一。

### 變形金剛5：最終騎士(Transformers：The Last Knight)
飛輪在此集未出場。

### 大黃蜂(Bumblebee)
在2018年的重啟電影─《大黃蜂》中的開場戲的賽博坦大戰中有出現此重啟版本的飛輪，造型相當接近G1動畫中的造型。

### 變形金剛7：萬獸崛起(Transformers：Rise of the Beasts)
在2023年上映的《變形金剛：萬獸崛起》中，飛輪並沒有出場。